# My Immortal (píseň, Lindsey Stirling)
My Immortal je skladba americké houslistky Lindsey Stirling. Skladba pochází z jejího debutového alba Lindsey Stirling (v DeLuxe edici). Skladba je cover verzí populární písně skupiny Evanescence.

## Videoklip
Videoklip ke skladbě byl vydán 21. července 2013. Kameramanem byla firma Klepticenter. Videoklip je záznamem jednoho z vystoupení Lindsey Stirling. Spolu s ní vystupují v klipu Jason Gaviati a Drew Steen.
Na YouTube má videoklip přes 4 miliony zhlédnutí.